# Думанський Юрій Анатолійович
Ю́рій Анато́лійович Дума́нський (*12 лютого 1965, с. Нелипівці, Кельменецький район, Чернівецька область) — заступник начальника Генерального Штабу Збройних Сил України (2012-2014); Командувач Західного оперативного командування (2010-2012). Генерал-лейтенант.

## Біографія
Народився 12 лютого 1965 року у селі Нелипівці, Кельменецького району, Чернівецької області. 
Освіта: Ташкентське вище загальновійськове командне училище у 1986 році, Академія Збройних Сил України (оперативно-тактичний рівень) у 1998 році, Національна академія оборони України (оперативно-стратегічний рівень) у 2005 році.
Кар’єра:
Офіцерську службу розпочав у 1986 році командиром взводу навчально-бойового озброєння та техніки у Прикарпатському військовому окрузі.
З 1986 по 1993 рік службу проходив на посадах командира навчального мотострілецького взводу, командира навчальної мотострілецької роти.
У 1993 — 1995 роках — начальник штабу — заступник командира навчального мотострілецького батальйону мотострілецького полку.
З 1995 по 1996 рік — командир навчального мотострілецького батальйону, начальник штабу — заступник командира навчального танкового полку.
У 1998 році закінчив Академію Збройних Сил України та здобув кваліфікацію офіцера військового управління оперативно-тактичного рівня. По завершенні навчання в академії був призначений на посаду командира навчального танкового полку окружного навчального центру підготовки молодших фахівців Північного оперативно-територіального командування.
У 1999-2004 роках обіймав посаду заступника начальника навчального центру Сухопутних військ Збройних Сил України.
У 2005 році закінчив Національну академію оборони України, отримав оперативно-стратегічний рівень військової освіти та здобув кваліфікацію магістра державного військового управління. По завершенні навчання в академії був призначений на посаду першого заступника начальника штабу Південного оперативного командування.
У 2005 — перший заступник начальника штабу Південного оперативного командування.
З 2005 по 2010 рік — заступник командира 6 армійського корпусу.
У 2010 році — заступник командувача Сухопутних військ Збройних Сил України з бойової підготовки — начальник управління бойової підготовки Командування Сухопутних військ Збройних Сил України.
З 2010 по травень 2012 року — командувач Західного оперативного командування.
Наказом Міністра оборони України від 10 травня 2012 року № 358 призначений на посаду заступника начальника Генерального штабу Збройних Сил України.
У 2014 році закінчив Львівський регіональний інститут державного управління Національної академії державного управління при Президентові України та здобув кваліфікацію магістра державного управління.
Одружений, має двох доньок.

## Нагороди та відзнаки
- Орден Богдана Хмельницького ІІІ-го ступеня;
- відзнака Міністерства оборони України «Доблесть і честь»;
- відзнака Міністерства оборони України «За сумлінну службу» І-го ступеня;
- відзнака Міністерства оборони України «Ветеран військової служби»;
- медаль «За військову службу Україні»;
- медаль «Захиснику Вітчизни»;
- почесними нагрудними знаками: «За доблесну військову службу Батьківщині», «Слава і Честь», «За заслуги перед Збройними Силами України».